# Paulin Bascou
Pour les articles homonymes, voir Bascou.
Pas d'image ? Cliquez ici

b Matchs officiels uniquement.
Paulin Barthélémy Bascou, né le 15 mars 1889 à Urrugne et mort le 7 avril 1944 à Bayonne, était un joueur français de rugby à XV. 

## Biographie
Paulin Bascou a joué au poste de deuxième ligne (1,72 m pour 70 kg) pour l'Aviron bayonnais et pour l'équipe de France.

## Carrière de joueur

### En club
- 1909 à 1912 : Biarritz Stade
- 1912-1913 : Aviron bayonnais

### En équipe nationale
Il a disputé un match du Tournoi des Cinq Nations le 13 avril 1914, contre l'Angleterre.

## Palmarès
- Champion de France le 20 avril 1913 à Colombes contre le SCUF sur le score de 31 à 8.